# Liste der Ehrenbürger von Kiel
Die Stadt Kiel hat folgenden Personen – in chronologischer Reihenfolge – das Ehrenbürgerrecht verliehen:
- 1841: Georg Hanssen, Professor für Nationalökonomie und Statistik, wegen seines Engagements für die Altona-Kieler Eisenbahn-Gesellschaft
- 1843: Christoph Heinrich Pfaff, Professor für Physik und Chemie anlässlich seines 50-jährigen Doktor-Jubiläums
- 1863: Herzog Karl von Schleswig-Holstein-Sonderburg-Glücksburg, Kommandant des Lauenburgischen Jägerkorps in Kiel zu seiner Silbernen Hochzeit
- 1864: Georg Friedrich Witte, Stadtsyndikus, wegen des Zustandekommens der Altona-Kieler Eisenbahn
- 1893: Johann Christian Kruse, Kaufmann und Konsul, für die Vertretung der Interessen der Stadt mit Mannesmut und Würde
- 1894: Werner Kraus, Stadtrat und Regierungsrat, für seine Verdienste um den Schulbau in Kiel
- 1899: Klaus Groth, Professor für deutsche Sprache und Literatur, für seine Verdienste um die niederdeutsche Sprache
- 1902: Friedrich von Esmarch, Professor der Chirurgie und Augenheilkunde (an seinem 80. Geburtstag)
- 1911: Prinz Heinrich von Preußen, Kaiserlicher Großadmiral
- 1911: Albert Hänel, Rechtsprofessor, als Schöpfer der Schleswig-Holsteinischen Städteordnung
- 1914: Hans von Koester, Großadmiral (an seinem 70. Geburtstag)
- 1946: Otto Tschadek, kommissarischer Oberbürgermeister (zum Abschied von Kiel)
- 1947: Max Planck, Professor der Theoretischen Physik und Begründer der Quantentheorie
- 1950: Wilhelm Anschütz, Geheimer Medizinalrat
- 1954: Theodor Heuss, Bundespräsident
- 1974: Ida Hinz, Stadtpräsidentin
- 1982: Rudolf Hell, Wissenschaftler und Erfinder
- 1996: Otto Schlenzka, Wohltäter und Kommodore des Kieler Yacht-Clubs
- 2004: Berthold Beitz, für seine Förderung des Sportes in Kiel

Adolf Hitler und Erich Raeder wurde das Ehrenbürgerrecht 1945 aberkannt. Wegen eines Verfahrensfehlers wurde die Aberkennung Raeders 1956 wieder aufgehoben, doch verzichtete Raeder wenige Tage nach dem Beschluss von sich aus auf die Ehrenbürgerschaft.
Paul von Hindenburg wurde das Ehrenbürgerrecht im Januar 2014  durch Ratsbeschluss aberkannt.